# Neopterygii
Neopterygii je veliká podtřída paprskoploutvých ryb, která zahrnuje všechny paprskoploutvé kromě bichirů a jeseterů (a některých fosilních taxonů). Zahrnuje dvě recentní podskupiny (infratřídy): nepočetné, ale v druhohorách hojnější mnohokostnaté (Holostei), a velice úspěšnou skupinu kostnatých ryb (Teleostei). První Neopterygii jsou známí z konce permu, ale jejich hlavní radiace nastává během druhohor. Mezi společné znaky zástupců Neopterygii patří např. stejný počet paprsků a jejich pterygioforů ve hřbetní a řitní ploutvi (pterygiofory jsou kostěné elementy tvořící oporu paprsků v těle ryby), premaxila (mezičelist) lemující přední část nozder a další detaily na kostře. Spermie Neopterygii ztratily akrosom.